# McDonnell Douglas DC-9
McDonnell Douglas DC-9 er et to motores jetfly udviklet af det amerikanske selskab Douglas Aircraft Company og produceret af Douglas, McDonnell Douglas og senest Boeing. Første fly blev produceret i 1965 og foretog første flyvning senere samme år.
Flyet er blevet produceret i forskellige varianter. Sidste DC-9 blev leveret i oktober 1982 og der blev i alt produceret 976 eksemplarer.